# نظرية الطبقة المترفة
نظرية الطبقة المترفة: دراسة اقتصادية للمؤسسات (1899)، لثورستين فيبلين، هي أطروحة عن الاقتصاد ونقد اجتماعي مفصل للاستهلاك المظهري، كنشاط من أنشطة الطبقة الاجتماعية والنزعة الاستهلاكية، مستمدة من التقسيم الاجتماعي للناس وتقسيم العمل، والتي تكون عبارة عن مؤسسات اجتماعية في الفترة الإقطاعية (منذ القرن التاسع تقريبا وحتى القرن الخامس عشر) التي استمرت حتى العصر الحديث.
يؤكد فيبلن أن أرباب العمل المعاصرين، أي رجال الأعمال الذين يملكون وسائل الإنتاج، قد وظفوا أنفسهم في الممارسات غير المنتجة اقتصاديًا المتمثلة في الاستهلاك المظهري والرفاهية المظهرية، وهي أنشطة عديمة الفائدة لا تسهم في الاقتصاد ولا في الإنتاج المادي للسلع والخدمات المفيدة اللازمة لعمل المجتمع، في حين أن الطبقة الوسطى والطبقة العاملة هم الموظفون بشكل مفيد في المهن الصناعية الإنتاجية التي تدعم المجتمع بأسره.
أثبتت تحليلات فيبلين الاجتماعية والاقتصادية لدورات الأعمال وسياسات الأسعار الناتجة عنها في الاقتصاد الأمريكي، والتقسيم الناشئ للعمل، التي أُجريت في أواخر القرن التاسع عشر، وفق التخصص التكنوقراطي -عالم، مهندس، تقني، وما إلى ذلك –أنها تنبؤات اجتماعية دقيقة للهيكل الاقتصادي للمجتمع الصناعي.

## خلفية
تعرض نظرية الطبقة المترفة: دراسة اقتصادية للمؤسسات (1899) التطور التدريجي للمؤسسات البشرية (الاجتماعية والاقتصادية) التي تُشكّل المجتمع، مثل كيف يكسب المواطنون رزقهم، إذ تمثل التكنولوجيا والفنون الصناعية القوى الإبداعية للإنتاج الاقتصادي. مثل هذا الإنتاج للسلع والخدمات لم يكن مجرد وسيلة لتلبية الاحتياجات المادية للمجتمع، ولكن لكسب الأرباح لأصحاب وسائل الإنتاج. يتطلب نظام الإنتاج الصناعي من العمال (رجالا ونساء) أن يتحلوا بالكفاءة والفعالية والتعاون، في حين أن أصحاب الأعمال (رجال الأعمال وسيدات الأعمال) يهتمون بجمع المال مع العرض العام لثرواتهم المتراكمة؛ وأن مثل هذه السلوكيات (الاستهلاك المظهري والرفاهية المظهرية) قد نجت من الماضي الهمجي المفترس للمرحلة القَبَلية للمجتمع الحديث.
يُظهر علم الاجتماع والاقتصاد الذي طبقه فيبلين التأثيرات الديناميكية الفكرية لكل من تشارلز داروين وكارل ماركس وآدم سميث وهربرت سبنسر؛ وهكذا، تؤكد نظرياته في الاقتصاد الاجتماعي على التطور والتنمية باعتبارهما من سمات المؤسسات البشرية. لذلك، انتقد فيبلن النظريات الاقتصادية المعاصرة (في القرن التاسع عشر) باعتبارها تلذّذية وجامدة من الناحية الفكرية، وقال إن على الاقتصاديين أن يأخذوا في الحسبان سلوك الناس، اجتماعيًا وثقافيًا، بدلاً من الاعتماد على مقتطفات الاستنتاج النظري من أجل شرح السلوكيات الاقتصادية للمجتمع.
في حين أن الاقتصاد النيوكلاسيكي يعرّف الناس باعتبارهم عملاء عقلانيين يسعون إلى الحصول على المنفعة والسعادة القصوى من أنشطتهم الاقتصادية، كان فيبلين ينظر إلى الناس على أنهم عملاء اقتصاديين غير عقلانيين يسعون إلى تحقيق المكانة الاجتماعية والمكانة الجوهرية لمكان ما في المجتمع (الطبقة والمستوى الاقتصادي) مع اهتمام أقل بسعادتهم الخاصة. لم يمثل هذا الاستهلاك المظهري تقدّمًا اجتماعيًا، لأن التنمية الاقتصادية الأمريكية كانت متأثرة على نحو غير مبرر بالاقتصاد الثابت للدولة الأرستقراطية البريطانية؛ لذلك، كان الاستهلاك المظهري نشاطًا غير أمريكي يتعارض مع ثقافة الفردانية الديناميكية في البلاد.
نُشر الكتاب في الأصل تحت عنوان نظرية الطبقة المترفة: دراسة اقتصادية للمؤسسات (1899)، وقد نشأ هذا الكتاب من ثلاثة مقالات نشرها فيبلين في المجلة الأمريكية لعلم الاجتماع: (1) «بداية الملكية» (2) «الوضع الهمجي للمرأة»، و(3) «غريزة الحرفية والملل من العمل» (1898-1899)، والتي قدمت الموضوعات الرئيسية للاقتصاد وعلم الاجتماع التي طورها لاحقًا في أعمال مثل: نظرية المنشأة التجارية (1904)، حول مدى عدم التوافق بين السعي لتحقيق الربح وصنع سلع مفيدة؛ غريزة الحرفية وحالة الفنون الصناعية (1914)، حول الصراع الجوهري بين الاستعداد البشري للإنتاج المفيد والمؤسسات المجتمعية التي تهدر المنتجات المفيدة من الجهد الإنساني.
علاوة على ذلك، فإن نظرية الطبقة المترفة هي أطروحة اجتماعية اقتصادية نتجت عن ملاحظة وتصور فيبلين للولايات المتحدة باعتبارها مجتمعًا ذو مؤسسات اقتصادية واجتماعية سريعة النمو. كان نقاد تقريره حول علم الاجتماع والاقتصاد في المجتمع الاستهلاكي، أي الولايات المتحدة خصوصًا يكرهون النبرة الساخرة في أسلوبه الأدبي، وقالوا إن منظور ثورستين فيبلين الثقافي قد تأثر سلبًا بطفولته في مجتمع نرويجي أمريكي عملي ومتسم بالثراء، والناس النفعيين الذين تحملوا تحيزات ضد المهاجرين في سياق الاندماج في المجتمع الأمريكي.

## نقد
قدّم أنصار معاصرون لمدرسة الاقتصاد الكلاسيكي في القرن الثامن عشر (الأسواق الحرة والسعي الفردي للمصلحة الذاتية) آراء معارضة للأهمية الثقافية التي تتسم بها النظريات الاجتماعية الاقتصادية لـ ثورستين فيبلين (الاستهلاك المظهري والرفاهية المظهرية، إلخ) ومن أجل احالتهم إلى هامش الاقتصاد الحديث. من بين الحجج، عزل فيبلين لنظريات التوقع الرشيد التي تهيمن على الاقتصاد الكلاسيكي، وأن الطبقة المترفة الأمريكية تجازف بأن تصبح غير ذات صلة بالاقتصاد إذا لم تعمل. قال مؤرخ الاقتصاد روبرت هيلبرونر أن نظريات فيبلين الاجتماعية والاقتصادية كانت صالحة للعصر المُذهّب الأمريكي (حوالي 1870-1900) عن النزعة المادية الصافية والفساد السياسي، في أواخر القرن التاسع عشر، ولكنها غير صالحة لاقتصاد عالم القرن الحادي والعشرين، لأن نظرية الطبقة المترفة هي تاريخيًا خاصة بالمجتمع الأمريكي، بشكل عام، ومجتمع شيكاغو بشكل خاص؛ لذلك، قال الصحفي المالي دانيال غروس في مقالة «لا راحة للأثرياء» (2009):
في الكتاب، قام فيبلين -الذي وصفه سي. رايت ميلز بـ «أفضل ناقد لأمريكا الذي أنتجته أمريكا على الإطلاق» -بتشخيص عادات وأعراف مجموعة مميزة كانت معفاة من الرسوم الصناعية ومتميزة بالنفقات السخية. تشير عبارته الشهيرة «الاستهلاك المظهري» إلى الإنفاق الذي لا يلبي أي حاجة سوى بناء المكانة، وهي مؤشر ثقافي يهدف إلى الترهيب والتأثير. في عصر اليخوت المعاد امتلاكها، والقصور النصف مبنية، والعمليات المتعثرة لشراء حصص شركة ما بالكامل، يثبت فيبلين أن التشريح الاجتماعي الذي يبلغ عمره 110 عامًا للطبقة المالية العليا من الممكن أن يكون مدركًا. ومع ذلك، في حين يقرأ فيبلين في كثير من الأحيان أنه ما يزال 100% مُحقًا في ما يخص نقاط الضعف عند الأغنياء، إلا أنه عندما يتعلق الأمر بنظرية حقيقية للطبقة المترفة المعاصرة، فهو الآن يكون مُخطئًا بنحو 90%.

- دانيال غروس، «لا راحة للأثرياء»، نيويورك تايمز، 5 يوليو 2009.
مع ذلك، فإن نظرية «الاقتصاد ككائن حي» في اقتصاد الفراشة أثبتت أن ثورستين فيبلين خبير اقتصادي ذو بصيرة وواعي، لأن ملاحظاته التجريبية قد أُعيد تأكيدها من قبل الاقتصاديين المعاصرين، مثل روبرت إتش. فرانك، الذي طبق التحليلات الاجتماعية الاقتصادية على اقتصاد القرن الحادي والعشرين. يفسر التطبيق التحليلي لبنية الاستهلاك المظهري على الوظائف التجارية والاقتصادية للإعلان لماذا لا تعاني الطبقات الاجتماعية الدنيا من الحراك الاجتماعي التصاعدي في مجتمعاتها، على الرغم من كونها الطبقات المنتجة في اقتصاداتها. وعن المنفعة الاجتماعية المحدودة وعدم الإنتاجية الاقتصادية للطبقة الاجتماعية للأعمال، قال رجل الأعمال الأمريكي وارن بافيت أن الأنشطة المالية غير المُنتِجة، مثل التداول اليومي (المضاربة في البيع والشراء للأوراق المالية) والمراجحة (التلاعب في فروق الأسعار بين الأسواق)، برهنت نظرية الطبقة المترفة: دراسة اقتصادية للمؤسسات (1899)، لأن هذه الأنشطة تنتج رأس المال فقط، ولكنها لا تنتج سلعًا وخدمات مفيدة للناس.

## وصلات خارجية
- نظرية الطبقة المترفة على موقع الموسوعة البريطانية (الإنجليزية)

كتاب مجاني: The Theory of the Leisure Class على مشروع غوتنبرغ